# Lovinobaňa
Lovinobaňa (in ungherese Lónyabánya) è un comune della Slovacchia facente parte del distretto di Lučenec, nella regione di Banská Bystrica.